# Келленбах
Келленбах (нем. Kellenbach) — община в Германии, в земле Рейнланд-Пфальц. 
Входит в состав района Бад-Кройцнах. Подчиняется управлению Кирн-Ланд.  Население составляет 271 человек (на 31 декабря 2010 года). Занимает площадь 8,34 км².